# Omar Naber
Omar Kareem Naber (ur. 7 lipca 1981 w Lublanie) – słoweński piosenkarz. Dwukrotny reprezentant Słowenii w Konkursie Piosenki Eurowizji (2005 i 2017).

## Życiorys

### Rodzina i edukacja
Urodził się w Lublanie. Jego matka jest Słowenką, a ojciec – Jordańczykiem.
Z wykształcenia jest technikiem dentystycznym; w branży pracował przez rok.

### Kariera
W 2004 zwyciężył w finale pierwszej edycji programu Bitka talentow. W maju 2005, reprezentując Słowenię z utworem „Stop”, zajął 12. miejsce w półfinale 50. Konkursu Piosenki Eurowizji w Kijowie. W tym samym roku wydał swój debiutancki album studyjny pt. Omar. W 2006 odbył trasę koncertową po kraju, a w 2007 wydał album pt. Kareem. W 2009 z utworem „I Still Carry On” zajął drugie miejsce w finale programu EMA 2009.
W maju 2009 sąd okręgowy skazał go na siedem miesięcy więzienia w zawieszeniu na dwa lata za znęcanie się nad wówczas 21-letnią studentką, czego miał dopuścić się w nocy 27 października 2005 w klubie nocnym „Bachus” w Lublanie. Sąd drugiej instancji w listopadzie 2010 skazał go na siedem miesięcy więzienia za przemoc seksualną i pięć miesięcy za lekkie uszkodzenie ciała, a następnie wymierzył mu karę 10 miesięcy pozbawienia wolności w zawieszeniu co dwa lata. Sąd Najwyższy w maju 2011 podtrzymał wyrok, skazując Nabera na siedem miesięcy więzienia w zawieszeniu na dwa lata. Naber utrzymywał, że jest niewinny, a zarzucane my czyny nie zostały udowodnione.

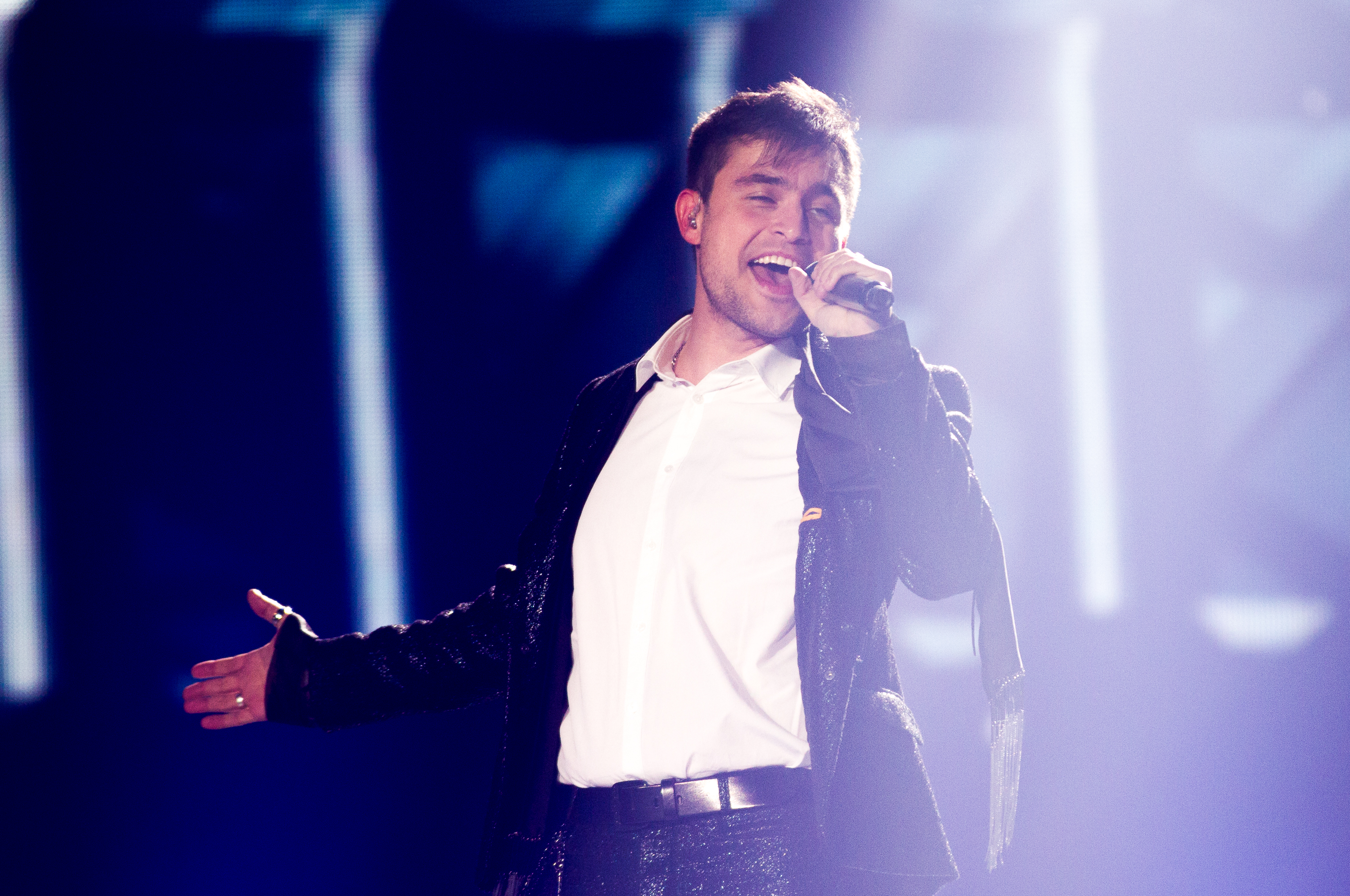
Naber podczas 62. Konkursu Piosenki Eurowizji w Kijowie (2017)

W 2011 z utworem „Bistvo skrito je ocem” wystąpił w finale programu EMA 2011. W 2014 wydał album pt. Na glavo, który wydał także w wersji anglojęzycznej jako No Helmet, a z promującą oba wydania płyty piosenką „I Won’t Give Up” wystąpił w finale programu EMA 2014.

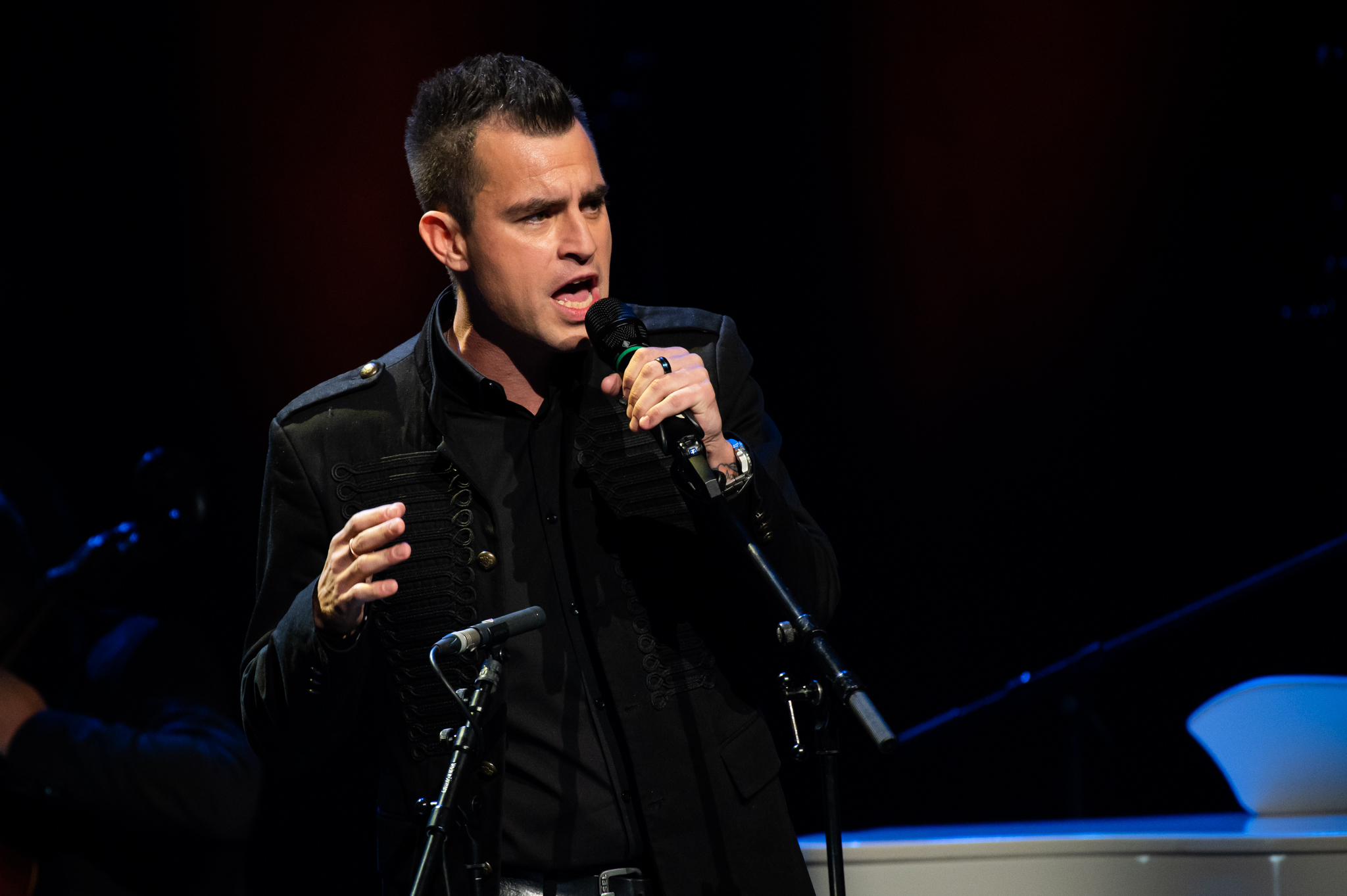
Naber (2021)

W 2017 z utworem „On My Way” zwyciężył w finale programu EMA 2017 i reprezentował Słowenię w 62. Konkursie Piosenki Eurowizji w Kijowie, w którym zajął 17. miejsce w półfinale, przez co nie zakwalifikował się do finału.
23 grudnia 2021 zaśpiewał na państwowej uroczystości z okazji Dnia Niepodległości i Jedności Narodowej, która odbyła się w Sali Gallusa w Domu Kultury Cankara w Lublanie.

## Dyskografia
Albumy studyjne
- Omar (2005)
- Kareem (2007)
- Na glavo/No Helmet (2014)